# Bourg-Blanc
Bourg-Blanc település Franciaországban, Finistère megyében. Lakosainak száma 3544 fő (2022. január 1.). Bourg-Blanc Brest, Coat-Méal, Gouesnou, Plabennec, Plouvien és Milizac-Guipronvel községekkel határos.

## Népesség
A település népességének változása:
| Lakosok száma | 1784 | 2659 | 2971 | 3154 | 3447 | 3537 | 3568 | 3553 | 3545 | 3544 |
|               | 1968 | 1982 | 1990 | 2006 | 2013 | 2015 | 2017 | 2019 | 2020 | 2022 |